# TMRP-6
Die TMRP-6 (Tenkovska Mina Razorno Probojna-6) ist eine im ehemaligen Jugoslawien hergestellte Panzermine mit mechanischem Zünder und projektilbildender Hohlladung.

## Beschreibung
Der Minenkörper und der Druckdeckel der TMRP-6 bestehen aus Kunststoff, die Oberseite der Mine ist gerippt (Gehäuseverstärkung). Der Minenzünder wird in den Druckdeckel eingesetzt, auf dem Druckdeckel ist grundsätzlich ein Knickstab aus Metall angebracht. Die Mine hat mittig an der Unterseite einen Nebenzündkanal zur Aufnahme einer Wiederaufnahmesicherung, seitlich befindet sich ein Tragebügel aus Kunststoff. Sie wird grundsätzlich grün gefärbt und in Holzkisten zu je vier Stück ausgeliefert. Sie galt als eine der modernsten der während der Jugoslawienkriege verwendeten Panzerminen.

## Einsatz und Funktion mit Knickstab

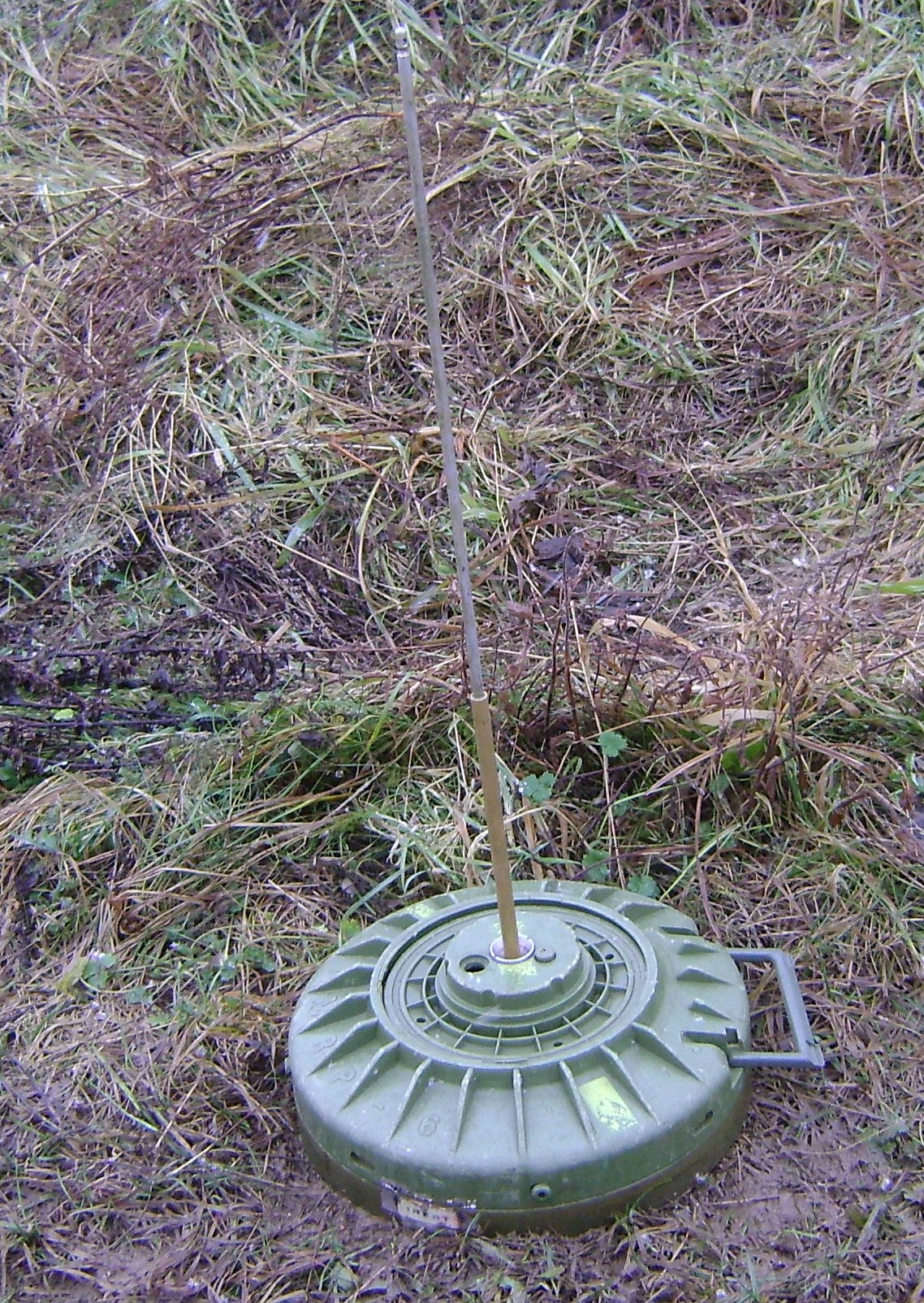
Übungsmodell einer TMRP-6 mit Knickstab

Beim Verlegen der Mine wird der Knickstab aufgesetzt und die gewünschte Entsicherungszeit gewählt. Nach Eindrücken des Entsicherungsbolzens läuft hörbar das mechanische Uhrwerk an und die Entsicherungszeit läuft damit ab. Dadurch wird die Sperre der Federhülse und des Zünderunterteils aufgehoben. Wird nun der Knickstab mit 1,3 bis 1,7 Kilogramm seitlich belastet, verschiebt dessen Aufnahme die Federhülse gegen die Kraft ihrer Feder nach unten. Die Sperrkugel wird nach außen gedrückt und gibt den vorgespannten Schlagbolzen frei. Dieser schlägt auf ein Zündhütchen, dessen Flamme die Räumladung und den Verzögerungssatz zündet. Die Räumladung trennt den Druckdeckel mit Zünderoberteil vom Zünderunterteil des Minenkörpers. Nach ein bis vier Sekunden Verzögerung wird der Detonator und über die Verstärkerladung die Wirkladung der Mine gezündet.
Die Mine wird grundsätzlich mit Knickstab am Boden verlegt. Erfasst die Fahrzeugwanne eines mittig darüber fahrenden Fahrzeuges den Knickstab, wird die projektilbildende Hohlladung durch die Zeitverzögerung von ein bis vier Sekunden direkt unter der Wanne ausgelöst und kann so ihre volle Wirkung erzielen. Die Mine wurde zudem mit Knickstab auch an Bäumen, Wänden oder Tunneldecken angebracht, um vorbeifahrende Objekte auch seitlich oder von oben zu bekämpfen. Ihre Energie reicht dabei aus, um einen Kampfpanzer zu zerstören. Da der Stab bereits auf einen geringen Druck von lediglich drei Kilogramm (bzw. Bewegungen über drei Millimeter) reagiert, kann die Mine auch problemlos von einem Menschen ausgelöst werden.

## Einsatz und Funktion mit Druckauslösung
Wird der Minendeckel mit 150 bis 300 Kilogramm belastet, wird dieser in die Mine hineingedrückt. Dadurch verschiebt sich die Schlagbolzenführung mit Schlagbolzen und Sperrkugel nach oben, bis diese in die Ausnehmung der Federhülse eintreten kann. Der Schlagbolzen wird freigegeben und schlägt auf das Zündhütchen. Die dadurch entstehende Flamme initiiert die Räumladung und den Verzögerungssatz, dieser wiederum die Wirkladung mit Hohlladung.
Die Druckauslösung ohne Knickstab ist die weniger gebräuchliche Variante, da diese ein direktes Auffahren auf die Mine voraussetzt. Dadurch wirkt die Hohlladung lediglich auf die Ketten bzw. Räder eines Fahrzeuges und kann somit ihre zerstörerische Wirkung nicht optimal entfalten.

## Zünder und Räumsicherungen
Die Mine verfügt über den fix eingebauten Standardzünder UTMRP-6 (Druck/Knick), kann aber auch per elektrischem Zünder fernausgelöst werden.
Um zu verhindern, dass die Mine einfach aufgehoben und beiseite geräumt wird, kann sie zusätzlich mit dem Druckentlastungszünder UMOP-1 oder dem Zugzünder UMP-1 gesichert werden (Wiederaufnahmesicherung). Zudem wurden diese Minen oftmals mit Antipersonenminen umgeben.

## Einsatzgebiete
Eingeführt und eingesetzt wurde die Mine von den Staaten Slowenien, Kroatien, Bosnien und Herzegowina, Serbien, Kosovo und Mazedonien.